# Groupe Axel Johnson
Le groupe Axel Johnson est une société suédoise. Ses origines remontent à la société A. Johnson & Co fondée en 1873.
Le groupe est constitué de 4 entités financièrement indépendantes appartenant à Caroline Berg et sa famille : Axel Johnson AB, AxFast, Axel Johnson Inc. et AltoCumulus.
Il est présent dans plus de 25 pays différents. Le groupe a également des intérêts dans la société britannique Spirent plc et dans Nordstjernan. 